# Diplodia platanicola
Diplodia platanicola är en svampart som beskrevs av Sacc. 1908. Diplodia platanicola ingår i släktet Diplodia och familjen Botryosphaeriaceae.   Inga underarter finns listade i Catalogue of Life.